# Serra de Malhivern
La Serra de Malhivern és una serra a cavall dels municipis d'Arbúcies i Sant Feliu de Buixalleu (Selva), amb una elevació màxima de 608 metres.